# Субгармонічна функція
В математиці субгармонічними і супергармонічними функціями називають важливі класи функцій багатьох дійсних змінних, що є узагальненнями гармонічних функцій і мають широке застосування в теорії диференціальних рівнянь з частинними похідними, комплексному аналізі, теорії потенціалу.

## Означення
Нехай {\displaystyle G\subset {\mathbb {R} }^{n}.} Функція {\displaystyle u\colon G\to {\mathbb {R} }\cup \{-\infty \}} змінної {\displaystyle x=(x_{1},...,x_{n})} називається субгармонічною якщо для неї виконуються умови:
1. {\displaystyle u(x)} є напівнеперервною зверху в {\displaystyle G;}
2. Якщо {\displaystyle {\overline {B(x_{0},r)}}} — довільна замкнута куля з центром в {\displaystyle x_{0}} і радіусом {\displaystyle r,} що міститься в {\displaystyle G} і {\displaystyle h} — дійснозначна неперервна функція визначена на {\displaystyle {\overline {B(x_{0},r)}},} що є гармонічною в {\displaystyle B(x_{0},r)} і для якої {\displaystyle u(x)\leqslant h(x)} для всіх {\displaystyle x} на границі {\displaystyle \partial B(x_{0},r)} кулі {\displaystyle B(x_{0},r)} то також {\displaystyle u(x)\leq h(x)} для всіх {\displaystyle x\in B(x_{0},r);}
3. {\displaystyle \varphi (x)\not \equiv -\infty .}

Другу умову можна записати кількома еквівалентними способами, зважаючи на властивості гармонічних функцій. Зокрема в тих же позначеннях умову можна записати через інтеграл на сфері. Існує як завгодно мале число {\displaystyle r,} таке що
{\displaystyle u(x_{0})\leqslant I(u;x_{0},r)={\frac {1}{n\omega _{n}r^{n-1}}}\int _{\partial B(x_{0},r)}u\,d\sigma .}
де {\displaystyle \omega _{n}} — об'єм одиничної кулі в {\displaystyle \mathbb {R} ^{n}}
Еквівалентно умову можна записати через інтеграл по об'єму кулі:
{\displaystyle u(x_{0})\leqslant J(u;x_{0},r)={\frac {1}{\omega _{n}r^{n}}}\int _{B(x_{0},r)}u\,dy.}
Функція {\displaystyle u(x)} називається супергармонічною якщо {\displaystyle -u(x)} є субгармонічною функцією.

### Комплексні змінні
Якщо {\displaystyle u\in C^{2}(G)} то вона є субгармонічною тоді і тільки тоді коли оператор Лапласа {\displaystyle \ \Delta u} є невід'ємним.
На комплексній площині функція комплексної змінної називається субгармонічною, якщо вона є субгармонічною функцією двох дійсних змінних (дійсної і уявної частини комплексної змінної). Тоді в позначеннях комплексного аналізу другу умову у визначенні можна записати як:
{\displaystyle u(z)\leqslant {\frac {1}{2\pi }}\int _{0}^{2\pi }u(z+r\mathrm {e} ^{i\theta })\,d\theta ,}
де коло і обмежений ним круг знаходяться в області визначення функції. Подібно поняття субгармонічних і супергармонічних функцій вводиться і для комплексних просторів вищих порядків.

### Ріманів многовид
Нехай M  — ріманів многовид і {\displaystyle f:\;M\to {\mathbb {R} }} є напівнеперервною функцією. f називається субгармонічною якщо для кожної відкритої підмножини {\displaystyle U\subset M} і довільної гармонічної функції f1 на U, для якої {\displaystyle f_{1}\geq f} на границі множини U, нерівність {\displaystyle f_{1}\geq f} виконується всюди на U. 
Як і раніше для двічі неперервно диференційовних функцій рівносильною є умова на оператор Лапласа: {\displaystyle \Delta f\geq 0}.

## Властивості
- Функція є гармонічною тоді і тільки тоді, коли вона є одночасно субгармонічною і супергармонічною.
- Якщо {\displaystyle u_{1},\ldots ,u_{k}} є субгармонічними функціями в області {\displaystyle G} і {\displaystyle \alpha _{1},\ldots ,\alpha _{k}} — додатні дійсні числа, то лінійна комбінація {\displaystyle \sum _{i=1}^{k}\alpha _{i}u_{i}} теж є субгармонічною функцією.
- Верхня межа {\displaystyle \sup\{u_{i}(x):1<i<k\}} скінченної множини субгармонічних функцій {\displaystyle u_{i}(x)} є субгармонічною функцією. Якщо супремум нескінченної множини субгармонічних функцій є напівнеперервною зверху функцією, то він є також субгармонічною функцією.
- Рівномірно збіжна і монотонно спадна послідовності субгармонічних функцій збігаються до субгармонічних функцій.
- Якщо {\displaystyle u(x)} — субгармонічна функція в {\displaystyle G}, а {\displaystyle \varphi (u)} — опукла неспадна функція на області значень функції {\displaystyle u(x)} в {\displaystyle G}, або якщо {\displaystyle u(x)} — гармонічна функція в {\displaystyle G}, а {\displaystyle \varphi (u)} — опукла функція в тій же області значень, то {\displaystyle \varphi (u(x))} — субгармонічна функція в {\displaystyle G}. Зокрема, якщо {\displaystyle u(x)} — субгармонічна функція в {\displaystyle G}, то {\displaystyle e^{\lambda u(x)},\;\lambda >0}, і {\displaystyle (u^{+}(x))^{k},\;k\geqslant 1,} де {\displaystyle u^{+}(x)=\max\{u(x),0\}} є субгармонічними функціями в {\displaystyle G}; якщо {\displaystyle u(x)} — гармонічна функція в {\displaystyle G}, то {\displaystyle |u(x)|^{k},\;k\geqslant 1} — субгармонічна функція в {\displaystyle G}.
- Максимум субгармонічної функції не може досягатися у внутрішній точці її області визначення, якщо ця функція не є константою.Мінімум функції натомість може досягатися у внутрішній точці. Відповідно для супергармонічних функцій у внутрішніх точках області визначення може досягатися максимум функції але не мінімум.
- Якщо {\displaystyle u(x)} — субгармонічна функція в області  {\displaystyle G} комплексного простору {\displaystyle \mathbb {C} ^{n}} і {\displaystyle \varphi (w)} — голоморфне відображення області  {\displaystyle G'\subset \mathbb {C} ^{n}} в {\displaystyle G}, то {\displaystyle u(\phi (w))} є субгармонічною функцією в {\displaystyle G'.}
- Якщо {\displaystyle u(x)} — субгармонічна функція у всій площині {\displaystyle \mathbb {R} ^{2}}, що є обмеженою зверху, то {\displaystyle u(x)=const.} (в {\displaystyle \mathbb {R} ^{n}} при {\displaystyle n\geqslant 3} аналогічне твердження не є правильним)

### Середні значення субгармонічних функцій
- Якщо {\displaystyle u(x)} є субгармонічною функцією на кільці {\displaystyle r_{1}\leqslant r=|x-x_{0}|\leqslant r_{2},\;0\leqslant r_{1}<r_{2}}, то визначені вище функції {\displaystyle I(u;x_{0},r)} і {\displaystyle J(u;x_{0},r)} (при {\displaystyle r_{1}=0}),  також {\displaystyle M(u;x_{0},r)=\max\{u(x):|x-x_{0}|=r\}}є опуклими, як функції від {\displaystyle \ln r} при {\displaystyle n=2} і {\displaystyle r^{2-n}}при{\displaystyle n\geqslant 3}.
- Якщо {\displaystyle u(x)} є субгармонічною функцією на кулі{\displaystyle 0\leqslant r=|x-x_{0}|\leqslant r_{2},}то {\displaystyle I(u;x_{0},r)} і {\displaystyle J(u;x_{0},r)} є неперервними і неспадними функціями від {\displaystyle r} (вважається {\displaystyle u(x_{0})=J(u;x_{0},0)=I(u;x_{0},0)}) і також для {\displaystyle 0\leqslant r_{1}\leqslant r_{2}:}

{\displaystyle u(x_{0})\leqslant J(u;x_{0},r)\leqslant I(u;x_{0},r).}
- Функції {\displaystyle I(u;x,r)} і {\displaystyle J(u;x,r)} як функції {\displaystyle x} при фіксованих інших параметрах є субгармонійними функціями у своїх областях визначення і {\displaystyle J(u;x,r)} також є неперервною функцією.

## Теорема Ріса
Ньютонів потенціал і логарифмічний потенціал невід'ємних мас, взяті зі знаком мінус, є субгармонічними функціями всюди в просторі {\displaystyle \mathbb {R} ^{n}}. 
З іншого боку, однією з основних в теорії субгармонічних функцій є теорема Ріса про локальне представлення довільної субгармонічної функції у вигляді суми гармонічної функції і взятого зі знаком мінус потенціалу. 
Якщо {\displaystyle u} є субгармонічною функцією в області {\displaystyle G} просторі {\displaystyle \mathbb {R} ^{n}},  то для кожної компактної підмножини {\displaystyle D\subset G} справедливим є розклад:
{\displaystyle u(x)=v(x)-\int _{D}{\frac {d\mu (y)}{|x-y|^{n-2}}},\quad n\geq 3}
і для розмірності 2,
{\displaystyle u(x)=v(x)+\int _{D}\log |x-y|d\mu (y),}
де {\displaystyle v} — гармонічна функція, {\displaystyle \mu } — міра Бореля в {\displaystyle G}. 
Якщо {\displaystyle D} є зв'язаною компактною множиною, то також можна здійснити розклад: 
{\displaystyle u(x)=v'(x)-\int _{D}g(x,y)d\mu (y),}
де {\displaystyle v} — найкраща гармонічна мажоранта, {\displaystyle g(x,y)} — функція Гріна.